# Чалма
Чалма је насеље у општини Сремска Митровица, у Сремском округу, у Србији. Према попису из 2022. било је 1141 становника.

## Порекло имена
Име насеља Чалма потиче још из римског периода од имена насеља Чала које се налазило два километра североисточно од данашњег насеља. Чалма је по некима добила за време Турака по имену турске капе-чалме. Наиме, чалма се састоји уз феса око којег је омотана тканина-турбан а заједно чине целину која се назива-чалма. На глави су је носили великаши за време османлијског царства. Чалма као насељено место се налази на брегу, падини Фрушке горе те заиста личи из далека као капа на глави-чалма.

## Историја
На месту где се налази Чалма, нађени су остаци оруђа, оружја и керамике из разних праисторијских епоха. Један километар јужно од Чалме, стално се ископавају, изоравају староримски грађевински материјали, што указује на већи број зграда. Из Чалме потичу два врло драгоцена предмета везана за верне обреде. У Будимпештанском музеју чува се оловна плочица са заветним рељефом из религије бога сунца-Митре. Недавно је овде пронађена округла камена плочица са рељефном представом сцене из лова, везане за култ такозваних- Дунавских коњаника.
Чалма се први пут спомиње у средњем веку у време трећег крсташког рата 1189. године и то под називом Свети Ђорђе (Vicum S. Georgi). Године 1351, у једном документу забележено је посед Чала па то име по некима везује се за данашњи назив места.
Насеље је активно и у турско време. У селу постоје простране подземне просторије које потичу из турског доба.
На прелому 17. и 18. века Чалма потпада под Хабзбурговце. Године 1730, на карти Срема унета је као Пагус-село са деведесет домова и пет попова, који су били неписмени и били су послати у Сремске Карловце да уче писати и читати. Том приликом село је уписано као шанац-Чалма. Године 1756, број домова је опао на седамдесет. У другој половини 18. века, Чалма је уз Кукујевце и Гибарац била у власништву племићке породице Јанковић. Из тог времена је сачуван грб села, приказан на златној подлози-витез на белом коњу. Године 1766, сазидана је Црква Св. Георгија а иконостас је дело Георгија Давидовића-Опшића, који је био родом из Чалме. 1791. године за време Кочине крајине, из Србије је досељено 73 особе, а село је имало 114 домова и 658 становника. Колонизација Немаца у Срем је вршена у неколико махова, па се променио и састав становништва у Чалми. Године 1848, у револуцији на Мајској скупштини у Сремским Карловцима, Чалманце су представљали Кирил Петровић и Душан Вогањац.
Место је 1885. године било у саставу Ердевичког изборног среза са пописаних православних 629 житеља.
Крајем 19. века највећи земљопоседници у селу били су Коломан Јанковић и кнез Одескалки са хиљаду јутара земље, а преко половине становништва били су надничари беземљаши. 1907. године незадовољни радници-надничари батинама су отерали стране раднике са властелинства.
Године 1931. по попису Чалма је имала 1683 становника, од тога 893 Срба и 633 Немаца. После Другог светског рата немачко становништво је исељено у матицу, а уместо њега постепено су се досељавали Срби из околине Бањалуке.

## Демографија
У насељу Чалма живи 1361 пунолетни становник, а просечна старост становништва износи 41,0 година (39,9 код мушкараца и 42,1 код жена). У насељу има 520 домаћинстава, а просечан број чланова по домаћинству је 3,22.
Ово насеље је великим делом насељено Србима (према попису из 2002. године), а у последња три пописа, примећен је пад у броју становника.

## Привреда
Главна привредна делатност месног становништва је пољопривреда.

## Становништво
|  |

| Демографија | Демографија | Демографија |
| Година      | Становника  | Становника  |
| ----------- | ----------- | ----------- |
| 1900.       | 1.800       |             |
| 1910.       | 1.979       |             |
| 1921.       | 1.730       |             |
| 1931.       | 1.683       |             |
| 1948.       | 1.210       |             |
| 1953.       | 1.274       |             |
| 1961.       | 1.704       |             |
| 1971.       | 1.787       |             |
| 1981.       | 1.855       |             |
| 1991.       | 1.776       | 1.699       |
| 2002.       | 1.675       | 1.775       |

| Етнички састав према попису из 2002.‍ | Етнички састав према попису из 2002.‍ | Етнички састав према попису из 2002.‍ | Етнички састав према попису из 2002.‍ | Етнички састав према попису из 2002.‍ |
| ------------------------------------ | ------------------------------------ | ------------------------------------ | ------------------------------------ | ------------------------------------ |
|                                      |                                      |                                      |                                      |                                      |
| Срби                                 | Срби                                 |                                      | 1.634                                | 97,55%                               |
| Хрвати                               | Хрвати                               |                                      | 14                                   | 0,83%                                |
| Југословени                          | Југословени                          |                                      | 5                                    | 0,29%                                |
| Украјинци                            | Украјинци                            |                                      | 4                                    | 0,23%                                |
| Словаци                              | Словаци                              |                                      | 4                                    | 0,23%                                |
| Црногорци                            | Црногорци                            |                                      | 2                                    | 0,11%                                |
| Русини                               | Русини                               |                                      | 1                                    | 0,05%                                |
| Албанци                              | Албанци                              |                                      | 1                                    | 0,05%                                |
| непознато                            | непознато                            |                                      | 8                                    | 0,47%                                |

| \| \| м \| \| \| ж \| \| ? \| 15 \| \| \| 12 \| \| 80+ \| 12 \| \| \| 24 \| \| 75—79 \| 21 \| \| \| 32 \| \| 70—74 \| 44 \| \| \| 46 \| \| 65—69 \| 60 \| \| \| 63 \| \| 60—64 \| 44 \| \| \| 68 \| \| 55—59 \| 32 \| \| \| 36 \| \| 50—54 \| 53 \| \| \| 39 \| \| 45—49 \| 72 \| \| \| 67 \| \| 40—44 \| 87 \| \| \| 56 \| \| 35—39 \| 56 \| \| \| 72 \| \| 30—34 \| 65 \| \| \| 49 \| \| 25—29 \| 49 \| \| \| 46 \| \| 20—24 \| 64 \| \| \| 44 \| \| 15—19 \| 40 \| \| \| 54 \| \| 10—14 \| 44 \| \| \| 48 \| \| 5—9 \| 50 \| \| \| 40 \| \| 0—4 \| 37 \| \| \| 34 \| \| Просек : \| 39,9 \| \| \| 42,1 \| |      |  |  |      |
| |      |  |  |      |
| | м    |  |  | ж    |
| ? | 15   |  |  | 12   |
| 80+ | 12   |  |  | 24   |
| 75—79 | 21   |  |  | 32   |
| 70—74 | 44   |  |  | 46   |
| 65—69 | 60   |  |  | 63   |
| 60—64 | 44   |  |  | 68   |
| 55—59 | 32   |  |  | 36   |
| 50—54 | 53   |  |  | 39   |
| 45—49 | 72   |  |  | 67   |
| 40—44 | 87   |  |  | 56   |
| 35—39 | 56   |  |  | 72   |
| 30—34 | 65   |  |  | 49   |
| 25—29 | 49   |  |  | 46   |
| 20—24 | 64   |  |  | 44   |
| 15—19 | 40   |  |  | 54   |
| 10—14 | 44   |  |  | 48   |
| 5—9 | 50   |  |  | 40   |
| 0—4 | 37   |  |  | 34   |
| Просек : | 39,9 |  |  | 42,1 |

| Година пописа     | 1948. | 1953. | 1961. | 1971. | 1981. | 1991. | 2002. |
| ----------------- | ----- | ----- | ----- | ----- | ----- | ----- | ----- |
| Број домаћинстава | 321   | 345   | 412   | 450   | 499   | 493   | 520   |

| Број чланова      | 1  | 2   | 3  | 4   | 5  | 6  | 7 | 8 | 9 | 10 и више | Просек |
| ----------------- | -- | --- | -- | --- | -- | -- | - | - | - | --------- | ------ |
| Број домаћинстава | 81 | 115 | 99 | 111 | 72 | 32 | 9 | 1 | 0 | 0         | 3,22   |

| Пол    | Укупно | Неожењен/Неудата | Ожењен/Удата | Удовац/Удовица | Разведен/Разведена | Непознато |
| ------ | ------ | ---------------- | ------------ | -------------- | ------------------ | --------- |
| Мушки  | 714    | 216              | 438          | 40             | 17                 | 3         |
| Женски | 708    | 122              | 445          | 123            | 17                 | 1         |
| УКУПНО | 1.422  | 338              | 883          | 163            | 34                 | 4         |

| Пол    | Укупно                    | Пољопривреда, лов и шумарство | Рибарство                            | Вађење руде и камена | Прерађивачка индустрија       |
| ------ | ------------------------- | ----------------------------- | ------------------------------------ | -------------------- | ----------------------------- |
| Мушки  | 362                       | 145                           | 0                                    | 0                    | 100                           |
| Женски | 147                       | 59                            | 0                                    | 0                    | 20                            |
| Укупно | 509                       | 204                           | 0                                    | 0                    | 120                           |
|        |                           |                               |                                      |                      |                               |
| Пол    | Производња и снабдевање   | Грађевинарство                | Трговина                             | Хотели и ресторани   | Саобраћај, складиштење и везе |
| Мушки  | 3                         | 22                            | 9                                    | 4                    | 13                            |
| Женски | 1                         | 0                             | 19                                   | 2                    | 2                             |
| Укупно | 4                         | 22                            | 28                                   | 6                    | 15                            |
|        |                           |                               |                                      |                      |                               |
| Пол    | Финансијско посредовање   | Некретнине                    | Државна управа и одбрана             | Образовање           | Здравствени и социјални рад   |
| Мушки  | 5                         | 1                             | 18                                   | 3                    | 4                             |
| Женски | 0                         | 0                             | 4                                    | 11                   | 20                            |
| Укупно | 5                         | 1                             | 22                                   | 14                   | 24                            |
|        |                           |                               |                                      |                      |                               |
| Пол    | Остале услужне активности | Приватна домаћинства          | Екстериторијалне организације и тела | Непознато            | Непознато                     |
| Мушки  | 1                         | 0                             | 0                                    | 34                   | 34                            |
| Женски | 2                         | 0                             | 0                                    | 7                    | 7                             |
| Укупно | 3                         | 0                             | 0                                    | 41                   | 41                            |